# Église grecque-catholique macédonienne
L'Église grecque-catholique macédonienne (également appelée Église gréco-catholique macédonienne) est une des Églises catholiques orientales. Elle compte comme unique juridiction l'éparchie de l'Assomption de la Bienheureuse Vierge-Marie de Strumica-Skopje. Le chef de l'Église porte le titre d'Éparque des catholiques de rite byzantin de République de Macédoine, avec résidence à Skopje en Macédoine du Nord  (titulaire actuel : Kiro Stojanov depuis le 20 juillet 2005).

## Histoire
- 11 janvier 2001 : érection de l'exarchat apostolique pour les catholiques de rite byzantin de Macédoine.
- 31 mai 2017: transformation de l'exarchat apostolique en éparchie.

## Organisation
L'exarchat est sous tutelle directe du Saint-Siège.
En 2005, l'exarchat compte 5 paroisses et environ 11 500 fidèles.